# Caulophrynidae
Caulophrynidae é uma família de peixes actinopterígeos pertencentes à ordem Lophiiformes.